# 교향곡 7번 (프로코피예프)
세르게이 프로코피예프의 《교향곡 7번 올림 다단조 작품번호 131》는 그가 죽기 1년 전인 1952년에 완성되었다. 그의 마지막 교향곡이다.
교향곡은 전체적으로 비바체인 마지막 악장을 포함하여 감정적으로 억제되고 향수를 불러일으키며 우울한 분위기이다. 그러나 작곡가는 나중에 100,000 루블 의 스탈린 상을 받기 위해 활기차고 낙관적인 코다를 추가했다. 그렇지만 프로코피에프는 죽기 전에 원래의 조용한 결말을 선호한다고 말했다.
초연은 호평을 받았고 프로코피예프가 사망한 지 4년 후인 1957년에 이 교향곡은 레닌상을 수상했다.
교향곡은 30~35분 동안 소요되며 4악장으로 구성되어 있다.
1. 모데라토
2. 알레그레토
3. 안단테 에스프레소
4. 비바체

소나타 형식의 첫 번째 악장은 바이올린의 우울한 첫 번째 주제로 시작되며, 바람에 대한 따뜻하고 서정적인 두 번째 주제와 대조된다. 간략한 전개 섹션 후에 두 테마의 요약이 이어지며 글로켄슈필과 실로폰의 시계 똑딱거리는 소리와 함께 반성적인 분위기로 악장이 끝난다.
2악장은 프로코피예프의 발레 신데렐라를 연상시키는 가을 왈츠이며, 3악장은 표현력이 풍부하고 노래하는 느린 악장이다.
D 플랫 장조(C-샤프 장조 화음)의 피날레는 천진난만한 경쾌함을 담고 있다. 느린 속도와 1악장부터 따뜻한 관악기 테마의 귀환이 있으며, 교향곡은 1악장과 같은 조율된 타악기에서 삐걱거리는 소리로 끝난다.

## 악기 편성
- 목관악기: 피콜로, 플루트2, 오보에2, 잉글리시 호른, 클라리넷2, 베이스 클라리넷, 바순2
- 금관악기: 호른4, 트럼펫3, 트롬본3, 튜바
- 타악기: 팀파니, 실로폰, 글로켄슈필, 큰북, 작은북, 심벌즈, 탬버린, 트라이앵글, 우드블록
- 건반악기: 피아노
- 현악기: 하프, 제1·2바이올린, 비올라, 첼로, 더블베이스